# Єврейська інвалідність
Інвалідність євреїв — правові обмеження, заборони та обов'язки, накладені на європейських євреїв у Середньовіччі.
За розробленими положеннями євреї мали носити в країнах Європи особливий одяг для ідентифікації, такий як єврейську шапку та жовтий значок, сплачувати спеціальні податки, дотримуватись спеціальної єврейської присяги, жити в певних районах та забороняти євреям займатися певними ремеслами. У Швеції, наприклад, євреям було заборонено продавати нові предмети одягу.

## Історія
Приналежність до юдаїзму також передбачали сплату спеціальних податків, які стягувались із євреїв, звуження права на участь у громадському житті, обмеження на виконання релігійних церемоній і мовну цензуру. Уряди деяких країн пішли ще далі і безпосередньо виганяли євреїв, наприклад в Англії в 1290 році (євреї були знову одержали право на повернення в 1655 році) та Іспанії в 1492 році (реадмісія в 1868 році).
Євреїв перестали обмежувати у зв'язку з емансипацією євреїв на рубежі XVIII та XIX століть. У 1791 році Революційна Франція була першою країною, яка повністю скасувала обмеження через віросповідання, а за нею — Угорщина в 1840 році та Пруссія в 1848 році. 29 липня 1849 року в Угорському королівстві запровадили повну емансипацію. Емансипація євреїв у Великій Британії була запроваджена в 1858 році після майже 30-річної боротьби під проводом Ісаака Лайона Голдсміда за можливість євреїв засідати в парламенті після прийняття Закону про допомогу євреям 1858 року. Влада Німецької імперії відразу після проголошення скасувала обмеження внаслідок інвалідності євреїв у Німеччині в 1871 році. Перші єврейські поселенці в Північній Америці прибули в голландську колонію Новий Амстердам в 1654 році. Їм заборонялося обіймати державні посади, вести роздрібну торгівлю та засновувати синагоги. Коли колонію захопили англійці в 1664 році, права євреїв залишилися незмінними, але до 1671 року Ассер Леві став першим євреєм, який служив у суді присяжних у Північній Америці.
У Російській імперії обмеження внаслідок єврейської інвалідності були повністю скасовані після російської революції в 1917 році.